# Al Mosafer
Al Mosafer è un film del 2009 diretto da Ahmed Maher.

## Stile
L'influenza di Youssef Chahine e Federico Fellini sono evidenti in Al Mosafer che inserisce elementi del kolossal melodrammatico egiziano, esplicite citazioni  di Amarcord ed E la nave va in una eclettica struttura ad episodi.
Ogni giornata è rappresentata con uno  stile e un'atmosfera coerenti al periodo storico corrispondente.

## Riconoscimenti
Premio Speciale Christopher D. Smithers Foundation, Festival di Venezia 2009